# Ossido nitrico diossigenasi
La ossido nitrico diossigenasi è un enzima appartenente alla classe delle ossidoreduttasi, che catalizza la seguente reazione:
2 ossido nitrico + 2 O2 + NAD(P)H ⇄ 2 nitrato + NAD(P)+ + H+
L'enzima è una flavoemoglobina (FAD). Si suppone che il FAD funzioni come trasportatore di elettroni dal NADPH al gruppo prostetico, che è l'eme ferrico.